# Malpighia watsonii
Malpighia watsonii là một loài thực vật có hoa trong họ Malpighiaceae. Loài này được Rose mô tả khoa học đầu tiên năm 1895.